# Neubritannienfeldzug
1942

Rabaul –
1. Salamaua-Lae –
Operation N –
Operation MO –
Korallenmeer –
Buna-Gona –
Kokoda Track –
Milne-Bucht –
Goodenough –
Buna-Gona-Sanananda –
Operation Lilliput 
1943

Wau –
Bismarcksee –
I –
2. Salamaua-Lae –
Chronicle –
Finisterre –
Cartwheel –
Bougainville –
Huon –
Neubritannien –
Bombardierung von Rabaul 
1944–1945

Admiralitätsinseln –
Emirau –
Take Ichi Konvoi –
Reckless –
Persecution –
Wakde-Sarmi –
Biak –
Noemfoor –
Driniumor –
Sansapor –
Morotai –
Aitape–Wewak
Arawe –
Dexterity/Kap Gloucester –
Talasea –
Jacquinotbucht –
Wide Bay–Open Bay 

Der Neubritannienfeldzug (als Lehnübersetzung auch als Neubritannien-Kampagne aus dem englischen New Britain Campaign bezeichnet) war ein Unternehmen der alliierten Streitkräfte der Vereinigten Staaten und Australien ab Ende 1943 gegen die auf Neubritannien stationierten Einheiten des Japanischen Kaiserreichs während des Pazifikkriegs im Zweiten Weltkrieg.
Langfristiges Hauptziel des Unternehmens, das in mehreren Phasen bis Kriegsende im August 1945 fortgeführt wurde, war die Neutralisierung der strategisch wichtigen japanischen Basis Rabaul.
Die ersten Kämpfe des Feldzugs fanden im Dezember 1943 und Januar 1944 im westlichen Teil der Insel statt. Die US-Streitkräfte landeten und sicherten Stützpunkte bei Arawe und Cape Gloucester. Es folgte eine weitere Landung im März 1944 bei Talasea, wonach allerdings nur wenige Kämpfe zwischen den Bodentruppen in diesem Gebiet stattfanden. Im Oktober 1944 übernahm die australische 5. Division die Stellungen der US-Truppen und unternahm im folgenden Monat eine weitere Landung in der Jacquinot Bay. Ziel war es nun, eine begrenzte Verteidigungslinie quer über die Insel zwischen Wide Bay und Open Bay einzurichten, um die zahlenmäßig überlegene japanische Garnison in Rabaul für den Rest des Krieges zu isolieren und zu binden. Die Japanische Armeeführung betrachtete den Neubritannienfeldzug als Ablenkungsangriff und konzentrierten ihre Streitkräfte in Rabaul in Erwartung eines dortigen Angriffs, der aber dort niemals eintrat.
Die Operationen auf Neubritannien werden von Historikern durchweg als Erfolg für die alliierten Streitkräfte angesehen. Einige stellten jedoch die Notwendigkeit des Feldzugs in Frage. Andererseits kritisierten gerade australische Historiker die begrenzte Luft- und Marineunterstützung, die zwischen Oktober 1944 und Kriegsende für die weiteren Operationen auf der Insel bereitgestellt wurde.

## Geographie
Neubritannien ist eine 595 Kilometer lange, in etwa sichelförmige Insel nordöstlich des Festlandes von Neuguinea. Die Breite der Insel variiert zwischen ungefähr 30 bis 100 Kilometern. Damit ist es die größte Insel im Bismarck-Archipel. Das Innere von Neubritannien ist schwer zugänglich, mit einer Reihe von Vulkanbergen über 1800 Metern Höhe, die über den größten Teil seiner Länge verlaufen. Die Küste der Insel weist eine große Anzahl von Buchten auf.
Das Klima der Insel ist tropisch. Zur Zeit des Zweiten Weltkriegs bedeckte Regenwald mit hohen Bäumen die Bergregionen, die Küstenebenen, die den größten Teil der Insel ausmachen, waren ebenso von dichtem Regenwald bedeckt. Die meisten Strände in Neubritannien waren von zum Teil bewaldeten Sümpfen gesäumt, die durch eine große Anzahl von Flüssen und Bächen von den Bergen bis zum Meer durchzogen wurden. Diese Gegebenheiten erschwerten die Bewegung von Militärverbänden, gerade auch mit Fahrzeugen, erheblich. Die Anzahl der für Amphibienlandungen geeigneten Standorte wurde dazu auch durch die Korallenriffe eingeschränkt, die große Teile der Inselküste säumen.
Die Bevölkerung der Insel im Jahr 1940 wurde auf über 101.000 Neuguineer und 4674 Europäer und Asiaten geschätzt. Die Hauptsiedlung Rabaul, auf der Gazelle-Halbinsel, an der Nordostküste Neubritanniens gelegen, war die Hauptstadt des von Australien verwalteten „Territorium Neuguinea“, seit die ehemalige deutsche Kolonie in den Versailler Verträgen als Mandatsgebiet Australien zugesprochen worden war.

## Japanische Besetzung
Neubritannien wurde im Januar 1942 von Japanischen Streitkräften erobert. Hauptziel war, Rabaul als alliierten Stützpunkt, der unter anderem die japanische Basis auf den Truk-Inseln bedrohte, auszuschalten. Gleichzeitig sollte die Stadt als eigene Basis und Ausgangspunkt für weitere Offensiven in der Region dienen. Die kleine australische Garnison wurde während der Schlacht um Rabaul schnell überwältigt. Einige Hundert australische Soldaten und Flieger konnten zwischen Februar und Mai aus der Region entkommen und wurden zumeist von der Südküste der Insel aus evakuiert. Rund 900 Kriegsgefangene verblieben unter schwierigen Bedingungen in japanischer Hand. Weitere 500 europäische Zivilisten, darunter auch Deutsche, wurden von den Japanern ebenfalls gefangenen und interniert. Am 1. Juli 1942 kamen 849 Kriegsgefangene und 208 Zivilisten, die auf Neubritannien gefangen genommen worden waren, ums Leben, als das Schiff Montevideo Maru auf dem Weg nach Japan von einem amerikanischen U-Boot torpediert wurde. Die meisten der verbliebenen europäischen Internierten wurden auf die Salomonen transportiert, wo es aufgrund schlechter Bedingungen eine große Anzahl von Todesopfern gab.

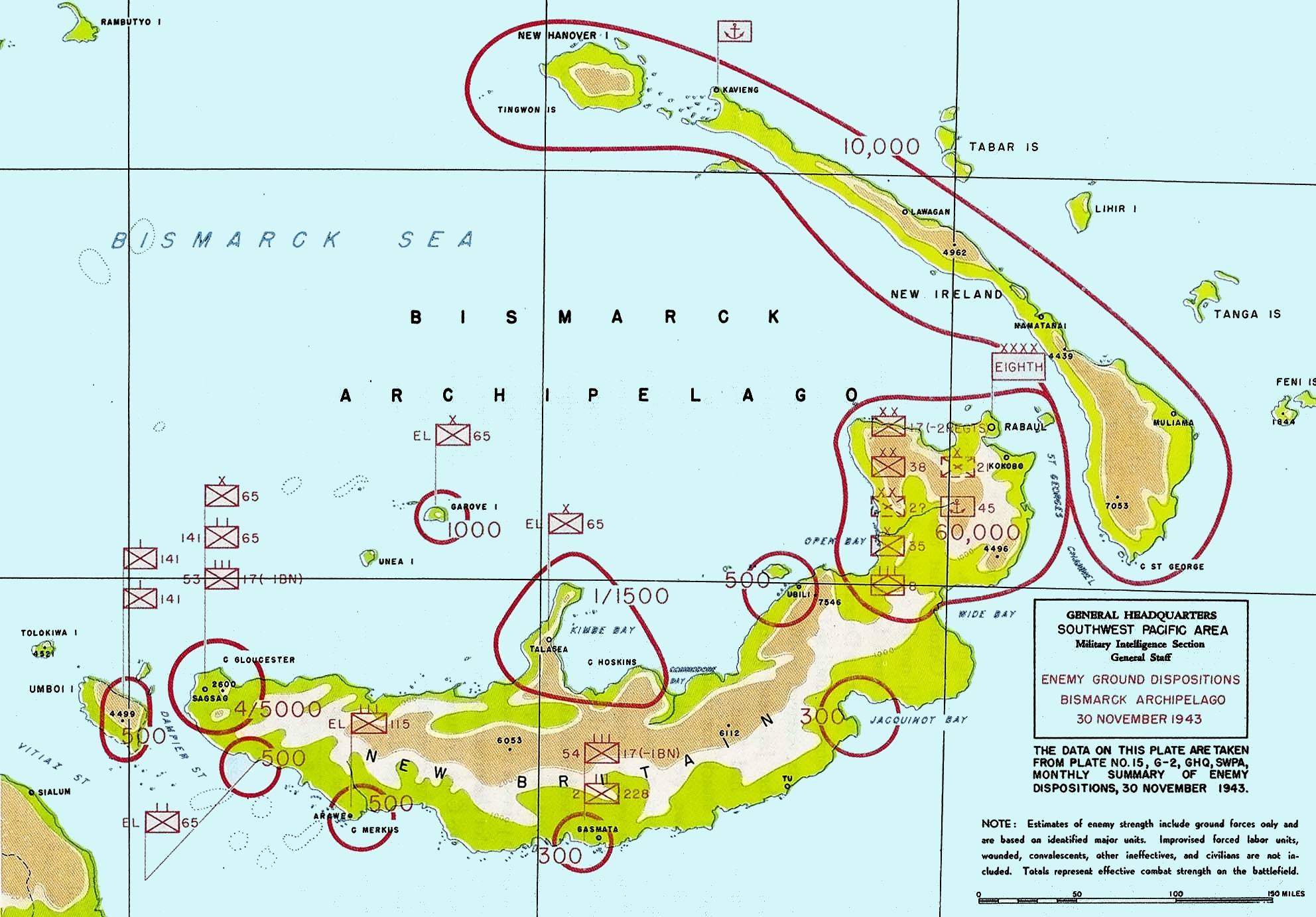
Karte der Stationierungsorte der japanischen Truppen auf Neubritannien und den umliegenden Inseln im November 1943

In der Folge übernahmen die japanischen Besatzer das australische System der Verwaltung der Insel durch die lokalen, einheimischen Dorfvorsteher. Viele Dörfer verhielten sich den neuen Besatzern gegenüber loyal, um zu überleben oder sich einen Vorteil gegenüber anderen Gruppen zu verschaffen. Die wenigen Häuptlinge, die sich weigerten, mit den Japanern zu kollaborieren, wurden verfolgt und schwer bestraft, wobei mehrere getötet wurden. Während die meisten Frauen und Kinder europäischer Abstammung vor dem Krieg nach Australien evakuiert worden waren, war den asiatischen Einwohnern nicht geholfen worden, das Land zu verlassen. Die chinesisch-ethnische Gemeinschaft befürchtete, dass sie von japanischen Streitkräften massakriert werden würde, wie es anderswo im Pazifik geschehen war, aber dies geschah nicht. Männer wurden jedoch gezwungen, Zwangsarbeit zu leisten, und einige Frauen wurden vergewaltigt und in einigen Fällen gezwungen, „Trostfrauen“ zu werden.
Nach der Invasion errichteten die Japaner eine große Basis in Rabaul. Die Einrichtungen in der Nähe der Stadt wurden zwar ab Anfang 1942 von alliierten Luftstreitkräften angegriffen, aber diese Operationen waren zumeist erfolglos. Bis Mitte 1943 wurden um Rabaul ein System von vier Flugplätzen errichtet, auf dem 265 Jäger und 166 Bomber in Unterständen stationiert waren. Weitere Flugzeuge konnten auf ungeschützten Stellplätzen untergebracht werden. Die Flugzeuge operierten in der Folge gegen alliierte Streitkräfte in Neuguinea und auf den Salomonen. Außerdem wurde die Stadt zu einem wichtigen Hafen mit Reparaturmöglichkeiten und Docks für alle Arten von Schiffen ausgebaut. Große Mengen an Vorräten wurden in Lagern und Freiluftdepots in und um Rabaul gelagert. Auf der übrigen Insel errichteten die Japaner allerdings nur wenige weitere Stützpunkte. Einzig in Gasmata an der Südküste der Insel errichteten sie einen provisorischen Flugplatz. Sowohl die Australier als auch die Japaner unterhielten zeitgleich während der gesamten der japanischen Besatzungszeit Neubritanniens kleine Stützpunkte zur Überwachung und Aufklärung an der Küste der Insel. Die australischen Stützpunkte wurden von australischen Zivilisten betrieben, die sich freiwillig dazu bereit erklärt hatten, nach der Invasion auf der Insel zu bleiben.
Während des Jahres 1943 wurden kleine Gruppen von Mitarbeitern des Allied Intelligence Bureau (AIB), die sowohl australische als auch neuguineische Truppen umfassten, auf Neubritannien gelandet. Diese AIB-Einheiten versuchten, Informationen zu sammeln und abgeschossene alliierte Flieger zu evakuieren. Die Japaner versuchten, die alliierten Küstenwächter und AIB-Patrouillen zu jagen, und begingen Gräueltaten gegen Zivilisten, die ihnen halfen. Die AIB bildete auch Neuguineer aus und rüstete sie als Guerillas aus, was zu einer Reihe kleinerer Erfolge gegen die japanischen Garnisonen führte. Es löste jedoch auch einen Stammeskrieg gegen die Guerillas aus, die Dörfer angriffen, von denen sie glaubten, dass sie mit den Japanern kollaborieren würden.

## Die Konfliktparteien
Bis 1943 gab es auf Neubritannien und dem nahe gelegenen Neuirland mehr als 100.000 japanische Militär- und Zivilpersonen, die dem Hauptquartier der 8. Regionalarmee unter dem Kommando von General Imamura Hitoshi unterstanden. Die einzelnen Einheiten waren die 17. Division (11.429 Soldaten Mannstärke am Ende des Krieges), die 38. Division (13.108), die 39. Brigade (5.073), die 65. Brigade (2.729), das 14. Regiment (2.444), das 34. Regiment (1.879) und das 35. Regiment (1.967). Zusammen entsprach die Stärke dieser Einheiten etwa der von vier Divisionen. Weiterhin waren Marinetruppen in der Stärke einer weiteren Division vorhanden. Bis Kriegsende waren diese japanischen Streitkräfte auf das Gebiet um Rabaul und die umliegende Gazellenhalbinsel beschränkt. Durch die fehlende See- und Luftunterstützung und die Blockade der Alliierten waren diese Einheiten zunehmend isoliert und gegen Ende des Krieges schließlich vollständig auf sich allein gestellt. Direkte Kommunikationslinien zwischen Rabaul und Japan wurden bereits im Februar 1943 unterbrochen.
Im Gegensatz dazu waren Streitkräfte der Vereinigten Staaten, Australiens und Neuguineas, unterstützt von lokalen Zivilisten, immer lediglich mit einem Kommando auf Divisionsebene oder sogar weniger auf der Insel präsent. Die US-Truppe, die Arawe sicherte, Director Task Force genannt, beispielsweise, war lediglich in Kampfverband in Regimentsgröße, der aus dem 112. Kavallerieregiment gebildet worden war. Erst später war mit der 1. Marineinfanteriedivision ein Verband in Divisionsstärke auf der Insel aktiv. Diese übergab ihre Stützpunkte dann zunächst an die 40. Infanteriedivision, die diese wiederum an die australische 5. Division übergab. Dies war zunächst auf eine Fehleinschätzung der Stärke der vorhandenen japanischen Besatzungsstreitkräfte zurückzuführen, sowie auf die weitere Strategie der Alliierten, die Operationen auf Neubritannien möglich begrenzt zu halten und lediglich geeignete Standorte für Luftwaffenstützpunkte zu erobern und zu verteidigen, ohne die größere japanische Streitmacht direkt zu bekämpfen.

## Vorausgehende Operationen

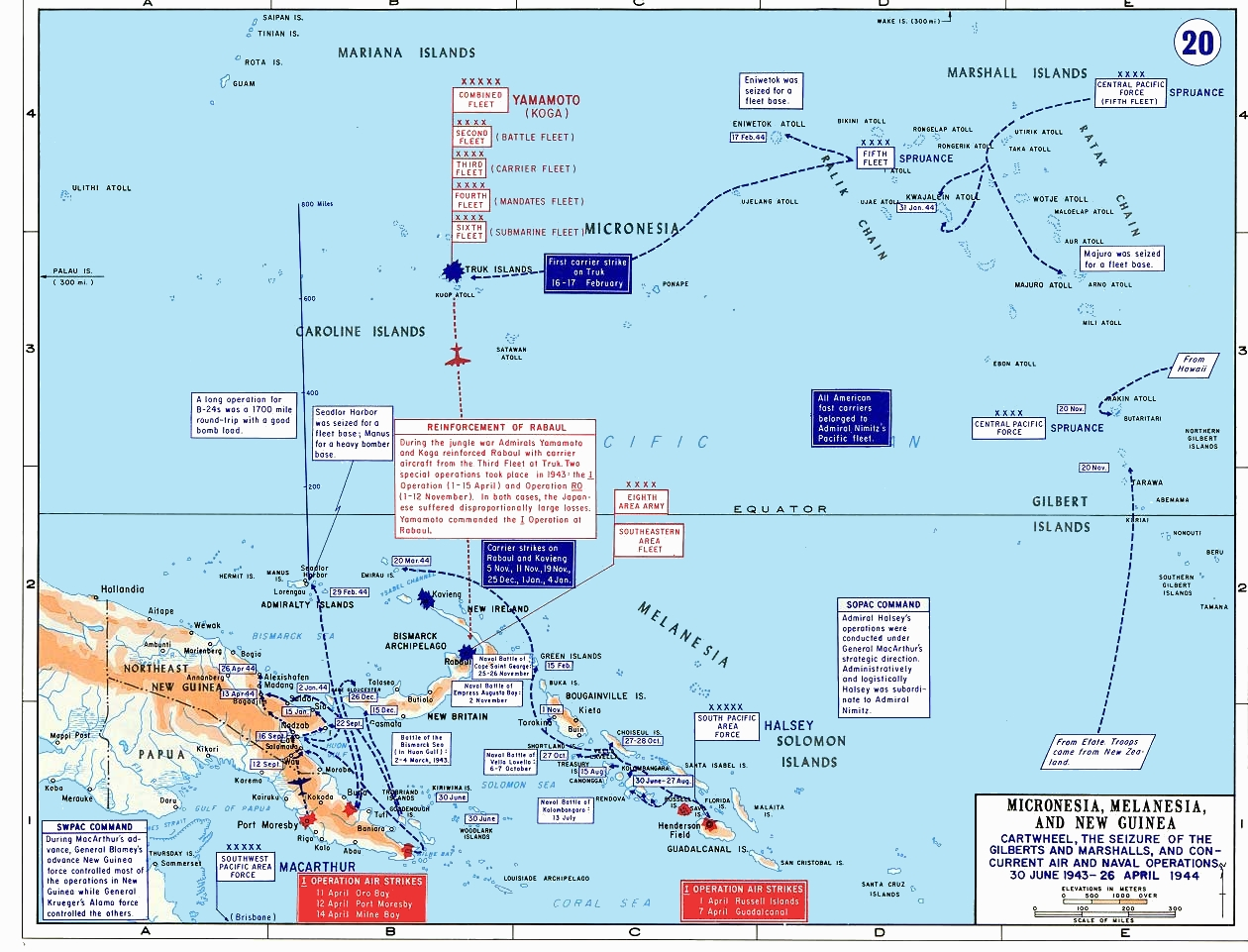
Vorgehen von Alliierten und Japanern während der Operation Cartwheel von Juni 1943 bis April 1944

Ab Mitte 1942 rückte die Eroberung oder Neutralisierung von Rabaul in den Fokus der alliierten Pläne für den Pazifik. Im Juli 1942 befahlen die gemeinsamen Stabschefs des US-Militärs eine zweigleisige Offensive gegen den Stützpunkt. Die Streitkräfte im Südpazifik wurden entsprechend angewiesen, die Salomonen zu erobern, beginnend mit der Insel Guadalcanal. Gleichzeitig sollten die Einheiten im Südwestpazifik, die von General Douglas MacArthur kommandiert wurden, Lae und Salamaua an der Nordküste Neuguineas sichern.
Sobald diese Operationen abgeschlossen waren, sollten Streitkräfte beider Kommandos auf Neubritannien landen und letztlich Rabaul erobern. Dieser Plan erwies sich jedoch als nicht im vorgesehenen Zeitrahmen durchführbar, da MacArthur nicht über die erforderlichen Kräfte verfügte, um seinen Teil der Operationen auszuführen. Die japanische Offensive gegen Port Moresby, die nach monatelangen heftigen Kämpfen während der Kokoda-Track-Kampagne, der Schlacht um die Milne-Bucht und der Schlacht um Buna-Gona-Sanananda schließlich abgewehrt werden konnte, machte die Pläne der Alliierten zunächst zunichte. Allerdings konnten sie auf der Basis dieses Erfolges letztlich doch die Kontrolle über das Territorium Neuguineas sowie die Initiative auf diesem Kriegsschauplatz erlangen.
In der Folge erstellten die Alliierten Anfang 1943 eine neue Offensivstrategie für die Region. Nach einer großen Konferenz gaben die gemeinsamen Stabschefs am 28. März einen neuen Plan zur Ausschaltung von Rabaul heraus, der als Operation Cartwheel bezeichnet wurde. Nach diesem Plan sollten MacArthurs Streitkräfte Flugplätze auf zwei Inseln vor der Küste Neuguineas errichten, das Gebiet der Huon-Halbinsel auf Neuguinea erobern und im Westen von Neubritannien landen. Die Truppen der südpazifischen Kräfte sollten ihren Vormarsch über die Salomonen mit einer Landung auf Bougainville fortsetzen. Während die ursprünglichen Pläne für die Operation Cartwheel MacArthur anwiesen, Rabaul zu erobern, entschieden die Stabschefs im Juni 1943, dass dies unnötig sei, da die japanische Basis dort durch Blockade und Luftangriffe neutralisiert werden könnte. MacArthur lehnte diese Planänderung zunächst ab, wurde jedoch von den kombinierten Stabschefs der Briten und der Vereinigten Staaten während der Konferenz in Québec im August schließlich überzeugt.
In der Folge startete die Fifth Air Force der Vereinigten Staaten, die wichtigste amerikanische Lufteinheit im Südwestpazifik, im Oktober 1943 ihre Offensive gegen Rabaul. Ziel der Angriffe war es, die Japaner daran zu hindern, Rabaul als Luft- oder Marinestützpunkt gegen die für den 1. November geplante alliierte Landung auf Bougainville sowie für die Landungen im Westen von Neubritannien im Dezember zu nutzen. Die ersten Luftangriffe fanden am 12. Oktober statt und umfassten den Einsatz von 349 Flugzeugen. Wetterabhängig wurden den ganzen Oktober und Anfang November weitere Angriffe geflogen. Am 5. November griffen zusätzlich Flugzeuge von zwei Flugzeugträgern der United States Navy die Stadt und ihren Hafen an. Insgesamt wurde die Luftoffensive gegen Rabaul ab November auch dadurch noch intensiviert, dass sich Lufteinheiten, die von Flugplätzen auf kürzlich eroberten Inseln der Salomonen aus operierten, den Angriffen anschlossen. Nach diesem Angriffen hörte die kaiserliche japanische Marine auf, Rabaul als Flottenbasis zu benutzen.

## Invasion des westlichen Neubritanniens

### Gegensätzliche Pläne
Am 22. September 1943 erließ das Hauptquartier von MacArthur Befehle zur Invasion im Westen von Neubritannien, die als Operation Dexterity bezeichnet wurde. Diese sahen vor, dass die 6. US-Armee unter General Walter Krueger, die auch unter ihrem Codenamen Alamo Force bekannt war, amphibische Landungen in der Region vom Kap Gloucester (Operation Backhander) und in Linden Harbour bei Gasmata (Operation Lazaretto) durchführen sollte. Ziel war es, Neubritannien westlich einer Linie zwischen Gasmata im Süden und Talasea an der Nordküste der Insel zu erobern. MacArthurs Kommandeur der Luftstreitkräfte, Generalleutnant George Kenney, lehnte diese Operation ab, da er der Ansicht war, die geplante Einrichtung von Flugplätzen am Kap Gloucester würde angesichts des rasanten Fortschritts der Alliierten in Neuguinea zu lange dauern und die bereits vorhandenen Flugplätze zur Unterstützung der Angriffe auf Rabaul und für weitere geplante Landungen auf Neubritannien würden ausreichen. Generalleutnant Krueger, der Kommandeur der Alamo Force, und MacArthurs Marinebefehlshaber befürworteten die Landung jedoch, um die Kontrolle über die strategisch wichtige Vitiaz-Straße zu erlangen und den Seeweg für die Transporte der Truppen nutzen zu können.
Die geplante Landung bei Gasmata wurde jedoch im November abgesagt, da die Japaner ihre Präsenz in der Region verstärkt hatten und das Gelände als zu sumpfig eingestuft wurde. Stattdessen wurde am 21. November beschlossen, im Gebiet von Arawe an der Südwestküste Neubritanniens eine weitere Landung durchzuführen, um eine Basis für PT-Boote zu schaffen und weiterhin die Aufmerksamkeit der Japaner von der Hauptlandung am Kap Gloucester abzulenken. Das Unternehmen erhielt den Namen Operation Director. Unter Berücksichtigung der Verfügbarkeit von Schiffraum und Luftunterstützung wurden die Landungen in Arawe für den 15. und die am Kap Gloucester für den 26. Dezember geplant.

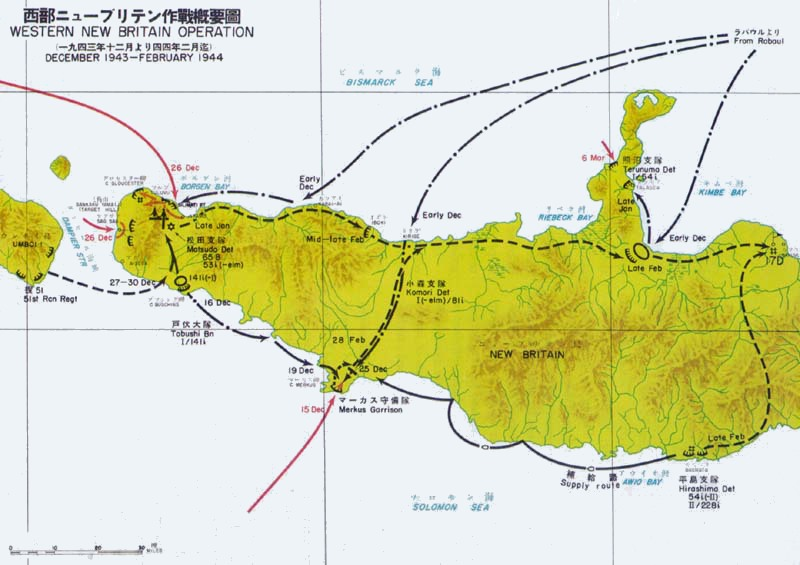
Vorgehen der Japanischen Streitkräfte im Westen Neubritanniens Ende 1943 und Anfang 1944 sowie die alliierten Landungsoperationen

Die weitere Ausarbeitung der Pläne für die Operation Dexterity oblag der Alamo Force, die hiermit im August 1943 begann. Die Hintergrundinformationen für diese Planungen stammten von Patrouillen der US-Marine und Aufklärern der Alamo Force, die zwischen September und Dezember auf Neubritannien gelandet waren, sowie aus der Luftaufklärung. Die amerikanische 1. Marineinfanteriedivision wurde als Hauptverband für die Landung am Kap Gloucester ausgewählt. Verstärkt durch Artillerie-, Transport-, Bau- und Logistikeinheiten wurde diese Truppe entsprechend dem Namen der Operation als Backhander Task Force bezeichnet. Die für Arawe ausgewählte Streitmacht aus dem 112. Kavallerieregiment gebildet, das um Artillerie- und Ingenieur-Einheiten verstärkt wurde. Diese Gesamtstreitmacht für die Landung bei Arawe erhielt die Tarnbezeichnung Director Task Force.
Ende September 1943 bewertete das japanische kaiserliche Hauptquartier die strategische Lage im Südwestpazifik neu und kam zu dem Schluss, dass die Alliierten in den kommenden Monaten versuchen würden, die nördlichen Salomonen und den Bismarck-Archipel zu erobern, um auf dem Weg zu den Hauptinseln Japans den Widerstand zunächst im Süden und dann durch den weiteren Vormarsch Richtung Westen zu brechen. Dementsprechend wurden Verstärkungen an strategische Standorte in diesen Regionen geschickt, um den Vormarsch der Alliierten aufzuhalten. Somit wurden in Rabaul starke Kräfte konzentriert, da angenommen wurde, dass die Alliierten versuchen würden, die Stadt zu erobern. Die japanischen Positionen im Westen von Neubritannien beschränkten sich zu dieser Zeit auf Flugplätze am Kap Gloucester an der Westspitze der Insel und mehrere kleinere weitere Stützpunkte, die kleineren Booten, die zwischen Rabaul und den Basen auf Neuguinea verkehrten, Schutz vor alliierten Luftangriffen bieten sollten. Da Neubritannien weit östlich der „absoluten Zone der nationalen Verteidigung“ lag, die am 15. September vom japanischen Militär festgelegt worden war, bestand das übergeordnete Ziel der dortigen Streitkräfte zunächst darin, die Fortschritte der Alliierten zu verzögern, um Zeit zu gewinnen und die Verteidigung der strategisch wichtigen Regionen zu verbessern.
Im Oktober urteilte der Kommandeur der 8. Territorialarmee, Imamura, dass der nächste Schritt der Alliierten wahrscheinlich eine Invasion im Westen von Neubritannien sein würde. Als Reaktion darauf beschloss er, weitere Einheiten in dieses Gebiet zu entsenden, um die dortigen Garnisonen zu verstärken, die im Wesentlichen von der 65. Brigade gebildet wurden. Diese Einheit war unter Sollstärke und wurde nach ihrem Kommandeur, Generalmajor Iwao Matsuda, Matsuda Force genannt. Die 17. Division wurde ausgewählt, um Truppen für diesen Zweck abzustellen. Der Hauptteil dieser Einheit kam am 4. und 5. Oktober aus China nach Rabaul, nachdem sie auf dem Weg nach Neubritannien rund 1.400 Mann Verluste durch U-Boot- und Luftangriffe erlitten hatte. Der Kommandeur der 17. Division, Generalleutnant Yasushi Sakai, wurde zum neuen Kommandeur der japanischen Streitkräfte im Westen der Insel ernannt. Die Bataillone der Division waren allerdings weit über diese Region und weiterhin den Süden Neubritanniens und sogar noch bis Bougainville verteilt.

### Schlacht um Arawe

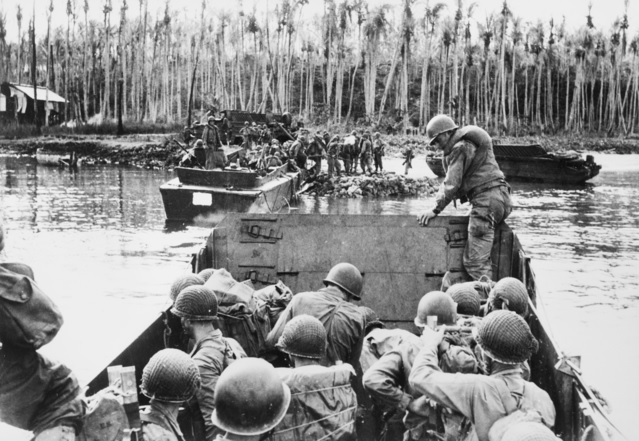
Truppen der US Army landen bei Arawe

Wie schon erwähnt, sollte die Arawe-Operation als Ablenkungsangriff für die Hauptlandung am Kap Gloucester durchgeführt werden. Für diese Operation wurde die Director Task Force unter dem Kommando von Brigadegeneral Julian Cunningham im Dezember 1943 auf Goodenough Island bereitgestellt, wo sie ab dem 13. Dezember Manöver abhielt. In den Wochen vor der Operation führten alliierte Flugzeuge schwere Angriffe auf verschiedene Ziele auf Neubritannien durch, ließen aber das Gebiet um die Landungsstrände absichtlich bis zum Tag vor der Landung aus, um die dortige japanische Garnison nicht zu alarmieren. Die Schiffe mit der Invasionstruppe erreichten die Halbinsel Arawe am 15. Dezember gegen 03:00 Uhr in der Nähe des Kap Merkus. Zwei kleinere Vorausabteilungen wurden unmittelbar im Schutz der Dunkelheit angelandet, zum einen, um eine Funkstation auf der Insel Pilelo im Südosten zu zerstören und zum anderen, um den Weg zur Halbinsel über das Dorf Umtingalu zu sperren. Die Landungstruppe für Umtingalu stieß auf heftigen Widerstand und wurde schließlich zurückgeschlagen, während die Landung auf Pilelo ihr Ziel erreichte.
In der Zwischenzeit begann um etwa 06:25 der Hauptangriff durch die Einschiffung der Landungstruppen mit Landungsbooten, unterstützt von schweren See- und Luftangriffen. Der Widerstand an Land war durch die schwache japanische Garnison nur begrenzt. Japanische Flugzeuge, die aus Rabaul zu Angriffen auf die Landezone gestartet waren, wurden durch US-Jagdmaschinen vertrieben. Bei der Anlandung der 2. Welle kam es zu Verzögerungen, sodass diese schließlich erst zeitgleich mit der 3. Welle an Land gehen konnte. Trotzdem konnten die Truppen den Landekopf schnell sichern und erreichten bis zum Nachmittag die Amalut-Plantage. Die US-Truppen hielten damit eine starke Verteidigungsposition auf der Arawe-Halbinsel. Ein in den folgenden Tagen durchgeführter japanischer Angriff konnte durch inzwischen angelandete Verstärkungen auch mit Hilfe von Panzern zurückgeschlagen werden. In der Folge zogen sich die Japaner weiter landeinwärts in Richtung des nahe gelegenen Flugplatzes zurück und die Kämpfe um Arawe ließen nach.

### Kap Gloucester

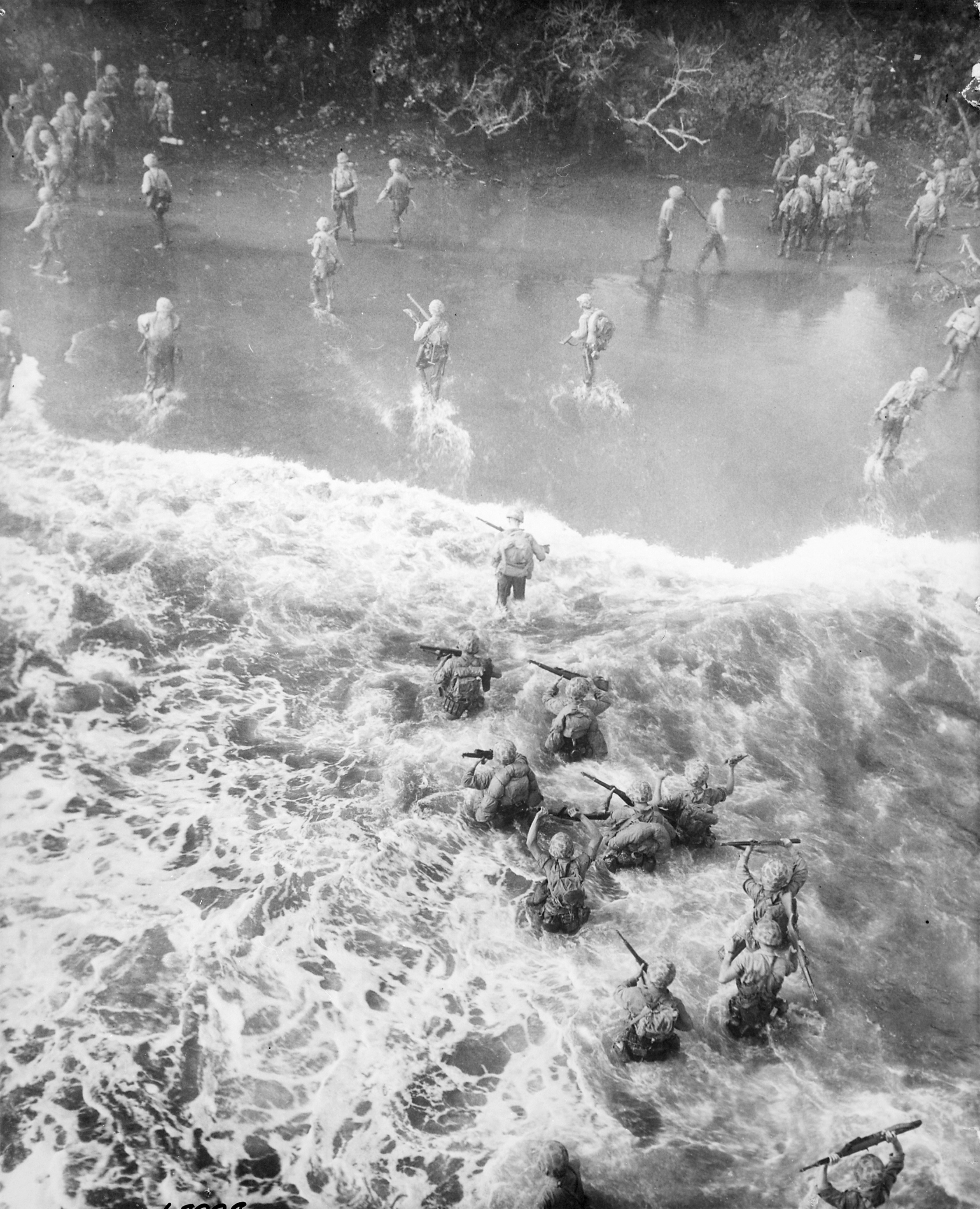
US Marines landen am Kap Gloucester am 26. Dezember 1943

Die Hauptlandung am Kap Gloucester fand am 26. Dezember nach der Ablenkungsaktion in Arawe statt. Die für den Angriff ausgewählte 1. Marineinfanteriedivision unter dem Kommando von Generalmajor William H. Rupertus führte einige Tage vor der Landung noch eine Reihe von Übungslandungen am Kap Sudest durch. Für die Landung wurden zwei Strände östlich der Flugplätze von Kap Gloucester als Hauptziele der Operation ausgewählt und auf der gegenüberliegenden Seite des Kaps westlich der Flugplätze wurde ein Ausweichlandeplatz bestimmt. Die Truppen des 7. Marine-Regiments schifften sich von Oro Bay aus ein. Von US-amerikanischen und australischen Kriegsschiffen der Task Force 74 begleitet, wurden sie unterwegs vom 1. Marine-Regiment und der Artillerie der 11. Marine-Regiments verstärkt. In den Wochen vor der Landung richteten sich schwere Luftangriffe gegen die Garnison von Kap Gloucester, die viele der Verteidigungsanlagen zerstörte und auch die Moral der japanischen Truppen beeinträchtigte. Die Angriffe wurden bis unmittelbar vor der Landung am 26. Dezember fortgesetzt, wobei es auch zu starker Rauchentwicklung kam, die die Sicht auf die Strände zum Teil sehr erschwerte. Die anschließende Landung der Marines war trotzdem erfolgreich. Gegenangriffe japanischer Streitkräfte am 26. Dezember wurden zurückgeschlagen und bereits am nächsten Tag konnte das 1. Marine-Regiment nach Westen in Richtung der Flugplätze vorrücken. Dort konnte eine japanische Sperrposition den Vormarsch am Nachmittag zunächst stoppen, wenn auch unter einigen Verlusten. Währenddessen landeten die Alliierten weitere Verstärkungen an, mit deren Hilfe der Angriff am 29. Dezember wieder aufgenommen wurde, was letztlich zur Eroberung der Flugplätze führte.
In den ersten beiden Januarwochen 1944 rückten die Marines von ihrem Brückenkopf weiter nach Süden vor, um dort vermutete weitere japanische Truppen zu lokalisieren und zum Kampf zu stellen. Dies führte zu heftigen Kämpfen, bei denen das 141. japanische Infanterieregiment versuchte, Positionen auf hohen Ebenen zu verteidigen. Die Marines konnten das Gebiet schließlich am 16. Januar sichern.
Mit der nunmehr erfolgreich abgeschlossenen Landung erlangten die Alliierten effektiv die Kontrolle über die See- und Kommunikationswege mit den bei früheren Operationen eroberten Stützpunkten an der Bismarcksee und auf beiden Seiten der Vitiaz-Straße. Im Januar 1944 versuchten die Alliierten, ihren Vorteil weiter auszubauen und landeten nach dem Abschluss der Eroberung der Huon-Halbinsel durch australische und US-Streitkräfte bei Saidor an der Küste Neuguineas. Als Reaktion darauf befahl das japanische Oberkommando in Rabaul den Streitkräften, die sich von der Huon-Halbinsel zurückzogen, Saidor zu umgehen, und sich in Richtung Madang zu bewegen.
Mitte Januar bat Sakai um Erlaubnis, sein Kommando aus dem Westen Neubritanniens abzuziehen und erhielt die Erlaubnis seitens Imamura am 21. des Monats. Die japanischen Streitkräfte lösten sich daraufhin von den Amerikanern und zogen sich in Richtung Talasea zurück. Patrouillen der US-Marines verfolgten die Japaner und in der Folge gab es eine Anzahl kleinerer Gefechte im Zentrum der Insel und entlang ihrer Nordküste.

### Landung bei Talasea

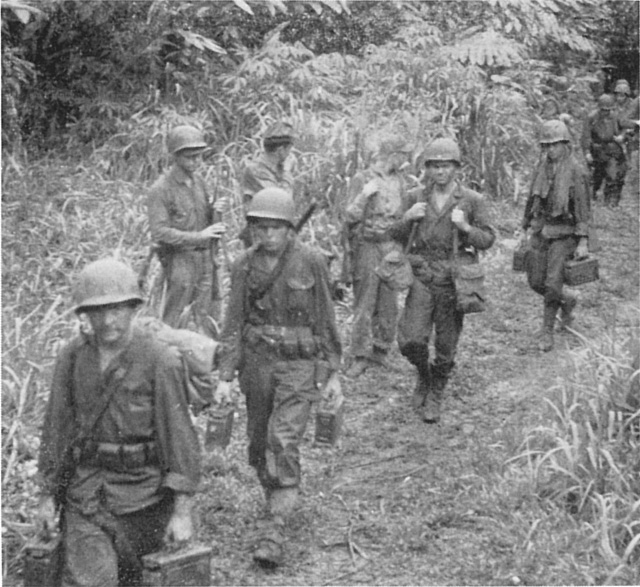
US Marines rücken auf das Flugfeld bei Talasea vor

In den Monaten nach den Operationen von Arawe und Kap Gloucester gab es auf Neubritannien nur begrenzte Kämpfe, da die japanischen Streitkräfte zu dieser Zeit ihren Rückzug nach Rabaul fortsetzten und Kampfhandlungen weitgehend vermieden. Parallel besetzen US-Truppen im Februar 1944 Rooke Island, deren japanische Garnison die Insel allerdings bereits verlassen hatte.
Im folgenden Monat führte die US-Armee eine weitere Landung in Talasea auf der Willaumez-Halbinsel durch, die als Operation Appease bezeichnet wurde. Die Operation wurde als Folgeoperation geplant, um den sich zurückziehenden Japanern den Weg nach Rabaul abzuschneiden. Die Landungstruppe umfasste eine Kampfgruppe des 5. Marine-Regiments, die auf der Westseite der Willaumez-Halbinsel auf einer Landenge in der Nähe der Volupai-Plantage angelandet wurde. Nach der ersten Landung rückten die Marines nach Osten in Richtung der Ausweichlandebahn in Talasea an der gegenüberliegenden Küste vor. Eine kleine Gruppe japanischer Verteidiger hielt die US-Truppen auf und verhinderte damit, dass der Abzug der japanischen Hauptkräfte vom Kap Gloucester unterbrochen wurde.
Im Januar 1944 waren die Flugplätze in Bougainville fertiggestellt und die Alliierten intensivierten ihre Luftangriffe auf Rabaul immer weiter, sodass das Stadtgebiet sowie eine große Zahl von Flugzeugen und in der Blanchebucht liegende Schiffe zerstört wurde. Die japanische Armee verlor jedoch relativ wenig Ausrüstung, da der Nachschub bereits ab November 1943 in Vulkanhöhlen eingelagert worden war. Aufgrund der hohen Schiffsverluste schickten die Japaner ab Februar 1944 keine weiteren Überwasserschiffe mehr nach Rabaul. Die dort stationierten japanischen Lufteinheiten unternahmen am 19. Februar einen letzten Versuch, die alliierten Angriffe auf das Gebiet zu stoppen. Danach wurden die alliierten Luftangriffe, die bis zum Ende des Krieges andauerten, nur noch durch japanisches Flugabwehrfeuer bekämpft. Infolge der anhaltenden Bombardierung fiel die Stadt als japanische Basis für weitere Angriffe auf den Vormarsch der Alliierten quasi aus. Es blieb jedoch mit einer Garnison von rund 98.000 Mann und Hunderten von Artillerie- und Flugabwehrgeschützen eine sehr gut verteidigte Position. Rund um die Gazelle-Halbinsel wurden ausgedehnte Befestigungen errichtet, von denen aus die Verteidiger in dem unübersichtlichen Gelände deutlich im Vorteil waren. Am 14. März 1944 wies das kaiserliche Hauptquartier die 8. Regionalarmee an, das Gebiet um Rabaul so lange wie möglich zu halten, um alliierte Streitkräfte zu binden und von anderen Regionen fernzuhalten.
Im April 1944 traf die 40. US-Infanteriedivision unter Generalmajor Rapp Brush ein, um die im Dezember 1943 gelandeten Marines und das Kavallerieregiment abzulösen. Hierauf folgte eine Periode relativer Inaktivität. Die US-amerikanischen und japanischen Streitkräfte hielten die geografisch weit entfernt liegenden, gegenüberliegenden Enden der Insel besetzt, während im Zentrum der Insel weiterhin vereinzelte Guerilla-Aktionen von australisch geführten Streitkräften der AIB durchgeführt wurden. Im Rahmen dieser Aktivitäten gelang es Patrouillen der AIB japanische Außenposten nach Ulamona an der Nordküste und nach Kamandran im Süden zurückzudrängen. Mitte 1944 bewertete das Hauptquartier der 8. Regionalarmee die Absichten der Alliierten in Bezug auf Neubritannien neu. Während bis zu diesem Zeitpunkt angenommen wurde, dass die Alliierten einen größeren Angriff auf Rabaul planten, wurde der Vormarsch der alliierten Streitkräfte auf die Philippinen dahingehend interpretiert, dass dies nicht mehr wahrscheinlich war. Stattdessen kamen die Japaner zu dem Urteil, dass die Alliierten langsam über Neubritannien in Richtung Rabaul vorrücken und es nur angreifen würden, wenn die direkten Feldzüge gegen Japan festgefahren oder abgeschlossen wären oder wenn die Stärke der australischen Streitkräfte auf der Insel erhöht würde.

## Australische Operationen

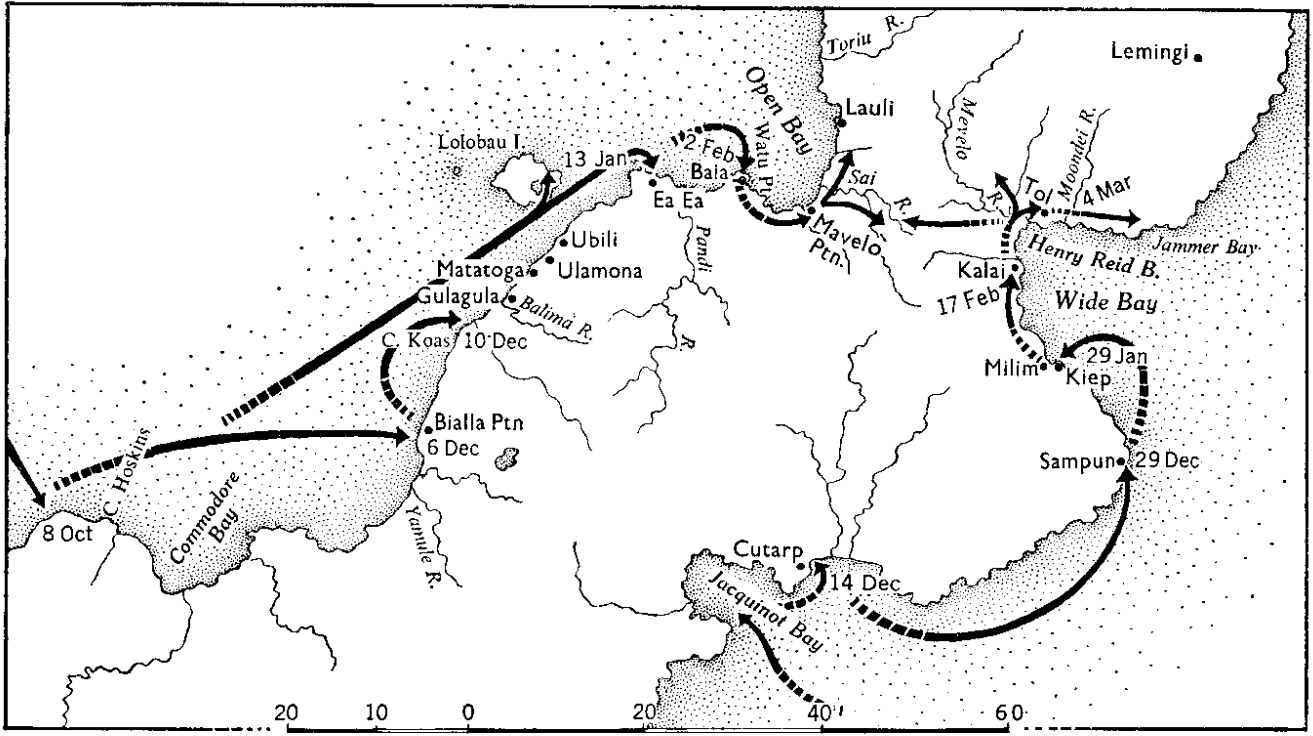
Australischer Vormarsch auf Neubritannien zwischen 1944 und März 1945

### Übergang in australische Verantwortung
Im Oktober 1944 wurde die Entscheidung getroffen, die 40. US-Infanteriedivision auf die Philippinen zu verlegen und das weitere Vorgehen auf Neubritannien australischen Truppen zu überlassen. Dies folgte auch der australischen Maxime, das ehemals australische Mandatsgebiet durch eigene Truppen von den Japanern zurückzuerobern. Die australische 5. Division unter dem Kommando von Generalmajor Alan Ramsay wurde für diese Operation ausgewählt, nachdem sie die Operationen auf der Huon-Halbinsel und um Madang im Mai 1944 abgeschlossen hatte.
Die alliierten Geheimdienste unterschätzten zu dieser Zeit die japanische Stärke auf der Insel und glaubten, dass sie von lediglich noch rund 38.000 japanischen Soldaten gehalten wurde. Die Einschätzungen der Alliierten zu den japanischen Absichten trafen allerdings zu. Diese gingen davon aus, dass Imamuras Streitkräfte defensiv agieren und weitgehend innerhalb der Befestigungsanlagen bleiben würden, die um Rabaul errichtet worden waren. Tatsächlich betrug die japanische Kampfstärke ungefähr 69.000 Mann, darunter 53.000 Armee- und 16.000 Marinesoldaten, die sich hauptsächlich auf der Gazellenhalbinsel im Norden um Rabaul aufhielten. Weiterhin gab es vorgeschobene Beobachtungsposten bis nach Awul. Aufgrund der Isolation der Garnison von Rabaul musste eine große Anzahl an Truppen zu Reisanbau und zur Gartenarbeit eingesetzt werden. Da die amerikanischen Stützpunkte in Talasea – Kap Hoskins, Arawe und Kap Gloucester geografisch weit entfernt lagen, kam es im Sommer 1944 zwischen den Kriegsparteien zu einer provisorischen, unerklärten und über mehrere Monate andauernden Waffenruhe. Darüber hinaus hatten die Bombenangriffe der Alliierten die japanischen Luft- und Seestreitkräfte in der Region so stark reduziert, dass auf japanischer Seite nur noch zwei einsatzbereite Flugzeuge zur Verfügung standen. Die einzigen verbleibenden Schiffe waren 150 Lastkähne, die kleine Mengen an Vorräten oder Truppen an der Küste transportieren konnten.
Um die japanische Garnison auf der Gazellenhalbinsel noch weiter zu isolieren, wurde Ramsays 5. Division angewiesen, den Einschließungsring weiter zu verengen. Dabei sollte die Einheit zwar den Druck auf die Japaner aufrechterhalten aber gleichzeitig den Einsatz größerer Truppenkontingente möglichst vermeiden. In der Folge wurde beschlossen, dass die Australier begrenzte Offensivaktionen abseits vom bereits von US-Truppen gesicherten Westteil der Insel durchführen sollten. Zur Durchführung wurde beschlossen, zwei Stützpunkte zu errichten: einen um die Jacquinot Bay an der Südküste und den US-Stützpunkt an der Nordküste um Kap Hoskins.

### Operationen im zentralen Neubritannien

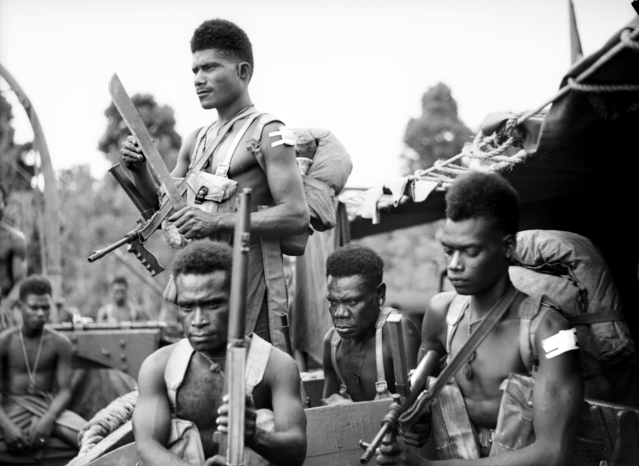
Soldaten des 1. Neuguinea Infanterie Battalions auf einem Transportschiff nahe Jacquinot Bay im November 1944

Folgerichtig wurde Anfang Oktober 1944 das 36. australische Infanteriebataillon am Kap Hoskins gelandet, um die dortige US-Garnison abzulösen. Anfang des nächsten Monats landeten weitere Einheiten der australischen 6. Infanterie-Brigade in der Jacquinot Bay. In den folgenden Wochen wurden große Mengen an Nachschub und Ausrüstung zusammen mit Hilfspersonal und Arbeitern in der Jacquinot Bay angelandet, um den Bau von Einrichtungen wie Straßen, einer Landebahn, Dockanlagen und einem Krankenhaus voranzutreiben. Planungsgemäß sollten diese Arbeiten bis Mai 1945 andauern. Zwei Staffeln von Corsair-Jagdbombern der Royal New Zealand Air Force wurden später dort eingeflogen, um die alliierten Operationen auf der Insel zu unterstützen, und US-Landungsboote des 594. Engineer Boat and Shore Regiment leisteten Unterstützung, bis die Australian Landing Craft Company im Februar 1945 eintraf.
Aufgrund der begrenzten Schifffahrtsressourcen verzögerte sich die Einschiffung der gesamten 5. australischen Division erheblich und wurde erst im April 1945 abgeschlossen. Dennoch begann der australische Vormarsch bereits im Dezember 1944 mit dem Ziel, im Nordosten Neubritanniens eine Linie von der Nord- bis zur Südküste – und zwar von der Wide Bay zur Open Bay – zu besetzen. Damit sollte die weiterhin von japanischen Truppen besetzte Gazellenhalbinsel endgültig abgeschnitten und die dortigen Truppen um die Festung Rabaul herum in ihrer Bewegungsfreiheit erheblich eingeschränkt werden. Gemäß den Planungen sollten allerdings nur etwa 1600 australische Soldaten in den vorderen Linie eingesetzt werden. In der Folge mussten eine Reihe von amphibischen Transporten, Flussüberquerungen und weitere kleinere Aktionen durchgeführt werden, um den Vormarsch in die geplanten Bereitstellungen für diese Offensivaktion abzuschließen. Das 36. Infanteriebataillon, dass bereits seit Anfang Dezember 1944 am Kap Hoskins lag, drang mittels Seetransport nach Bialla vor, wo eine vorgeschobene Basis errichtet und Patrouillen weiter Richtung Osten vorgeschickt wurden. Nachdem festgestellt worden war, dass sich die Japaner hinter den Fluss Pandi zurückgezogen hatten, wurde bei Ea Ea eine weitere Basis errichtet. Im Januar 1945 traf das 1. Infanteriebataillon Neuguineas als Verstärkung ein. Danach ging die Hauptstreitmacht der Australier an der Nordküste in Richtung Open Bay vor, errichtete einen Außenposten um Baia und patrouillierte auf der Mavelo-Plantage. Hier ereigneten sich mehrere kleinere Gefechte.

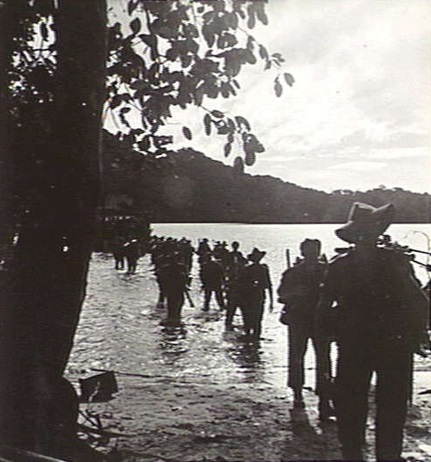
Das australische 37th/52nd Infanterie Battalion bei der Landung in Open Bay, Mai 1945

Inzwischen hatte Ende Dezember auch an der Südküste der Vormarsch in Richtung Wide Bay begonnen. Eine vorgeschobene Basis bei Milim wurde Mitte Februar 1945 durch das 14./32. Infanteriebataillon eingerichtet, das per Schiffstransport über Sampun dorthin verlegt worden war. Am 15. Februar wurde Kamandran nach kurzem Kampf eingenommen, bei dem eine Patrouille des 1. Infanteriebataillons Neuguineas einen erfolgreichen Hinterhalt durchführte. Zu diesem Zeitpunkt verstärkte sich der japanische Widerstand an der Südküste und in der letzten Phase des Vormarsches rückten die Australier zu Fuß auf die Henry Reid Bay vor, um das Waitavalo-Tol-Gebiet zu sichern, das von einer japanischen Streitmacht in Bataillonsstärke gehalten wurde.
Danach ereigneten sich über einen Zeitraum von sechs Wochen eine Reihe von Gefechten am Berg Sugi, der japanischen Hauptposition in dieser Gegend. Die Serie von Angriffen begann mit dem Angriff des 19. Infanteriebataillons über den Fluss Wulwut am 5. März. Die Stellungen um den Mount Sugi, die sich westlich der Wulwut über mehrere Kämme erstreckten, wurden von den Japanern mit Mörsern, Maschinengewehren und improvisierten Bunkern (sog. “Pillboxes”) stark verteidigt. Weiterhin behinderte auch starker Regen die australischen Angriffsbemühungen. Es folgten am 18. März heftige Kämpfe des 14./32. Infanteriebataillon auf den Bacon Hill. Nach der Eroberung des Gebiets Waitavalo-Tol im März und April nutzten die Australier die Jammer Bay und schickten von dort weitere Patrouillen, um ihre nördlichen und südlichen Stellungen auf Neubritannien miteinander zu verbinden. Weitere Verstärkungen in Form der 13. und der 4. Infanterie-Brigade trafen ein, während die Offensivaktionen der Australier nach und nach eingestellt wurden.
In den folgenden Monaten unternahmen die Australier lediglich eine Reihe von Patrouillen, um ihre Kontrolle über die Engstelle der Gazellenhalbinsel aufrechtzuerhalten und jeden Versuch der Japaner, aus Rabaul auszubrechen, zu verhindern. Dies dauerte bis zum Ende des Krieges im August 1945. Bis dahin hatte eine Patrouille der 2 / 2nd Commando Squadron die Umgebung von Rabaul erreicht und festgestellt, dass das Gelände für einen Transport großer japanischer Einheiten zum Angriff auf die Australier ungeeignet war. Der Feldzug auf Neubritannien war damit beendet.
Im April übernahm Generalmajor Horace Robertson das Kommando von Ramsay. Anfang August ging das Kommando auf Generalmajor Kenneth Eather über.

## Nachwirkungen
Rabaul wurde schließlich am 6. September 1945 vom 29./46. Infanteriebataillon, das Teil der 4. Infanterie-Brigade war, gesichert. Zu diesem Zeitpunkt wurden über 8.000 Kriegsgefangene aus japanischen Lagern in diesem Teil der Insel befreit. Die australischen Verluste während der Kämpfe auf Neubritannien zwischen Oktober 1944 und Kriegsende waren begrenzt und beliefen sich auf 53 Tote und 140 Verwundete. Weitere 21 starben an Verletzungen oder Krankheiten außerhalb des Kampfes. Die Verluste in der 1. US-Marineinfanteriedivision beliefen sich auf 310 Tote und 1.083 Verwundete. Darüber hinaus gab es 118 Opfer und 352 Verwundete für alle alliierten Einheiten während der Kämpfe um Arawe, wobei vier Soldaten vermisst wurden. Die japanischen Gesamtverluste in Neubritannien und auf den anderen Inseln des Bismarck-Archipels werden auf rund 30.000 Tote geschätzt, hauptsächlich aufgrund von Krankheit und Hunger.

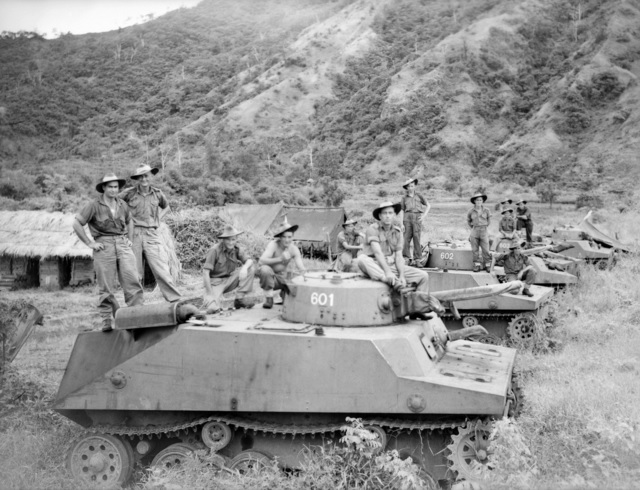
Australische Soldaten posieren mit erbeuteten japanischen Panzern in Rabaul im September 1945

Nach dem Feldzug gab es unter Historikern unterschiedliche Meinungen darüber, ob die US-Landungen um Arawe und Kap Gloucester notwendig waren. Während laut Henry Shaw und Douglas Kane, den Autoren der offiziellen Geschichte des US Marine Corps, die Landung um Arawe die Landung in Kap Gloucester wohl erleichtert hat argumentiert der US-Marinehistoriker Samuel Eliot Morison, dass die Landung in Arawe von „geringem Wert“ war „unter Hinweis darauf, dass es nie zu einem Marinestützpunkt ausgebaut wurde und dass möglicherweise die Ressourcen und Arbeitskräfte anderswo eingesetzt werden könnten.“ Der Historiker der US-Armee, John Miller, kam auch zu dem Schluss, dass die Operationen zur Sicherung von Arawe und Kap Gloucester „wahrscheinlich nicht wesentlich für die Schwächung von Rabaul oder die Annäherung an die Philippinen waren“, während die Offensive im Westen von Neubritannien einige Vorteile und vergleichsweise wenige Opfer hatte.
Gavin Long, der offizielle australische Historiker, fasste die Beteiligung Australiens an der Kampagne zusammen und schrieb, dass die Mittel, insbesondere in Bezug auf Luft- und Seemacht, nicht ausreichend waren. Insbesondere kritisierte er auch das Zurückhalten der 5. Division bis sehr spät in der Kampagne. Unabhängig davon schreibt Long, dass die australische Truppe, die relativ unerfahren war und gegen eine japanische Truppe von etwa fünf Divisionen antrat, unter den gegebenen Umständen ein bemerkenswertes Ergebnis erzielt hatte. Lachlan Grant kommt zu einem ähnlichen Ergebnis und hebt die begrenzten Verluste hervor, die in der Kampagne im Vergleich zu denen an anderen Orten wie Aitape-Wewak auftraten. Der pensionierte General John Coates urteilte, dass „australische Operationen in New Britain in vielerlei Hinsicht eine klassische Eindämmungskampagne gewesen waren“, stellte jedoch die unzureichende Luft- und Marineunterstützung im Vergleich zu denen gegenüber, die während des Borneofeldzugs eingesetzt worden waren. Peter Charlton betrachtete die australischen Operationen ebenfalls als erfolgreich, kritisierte jedoch sowohl die Entscheidung, die 5. Division gegen eine viel mächtigere japanische Truppe einzusetzen, als auch die begrenzte Unterstützung für die Kampagne.
Die Defensivtaktik des japanischen Kommandanten Imamura war wahrscheinlich ein Faktor für die erfolgreiche Eindämmung durch die viel kleinere australische Truppe. Laut dem japanischen Historiker Kengoro Tanaka hatte Imamura den Befehl erhalten, seine Stärke zu bewahren, bis ein gegenseitiges Vorgehen mit der kaiserlichen japanischen Marine erreicht werden konnte, und hatte sich daher entschieden, nur einen kleinen Teil seiner Truppen außerhalb der Festung Rabaul einzusetzen. Eustace Keogh stimmt dieser Einschätzung zu und argumentiert, dass jede Offensive ohne ausreichende See- und Luftunterstützung, die den Japanern zu diesem Zeitpunkt nicht zur Verfügung stand, keinen strategischen Zweck oder Erfolg hätte haben können. Gregory Blake schrieb, dass das extrem unzugängliche Gelände eine große japanische Offensive unmöglich gemacht hätte.